# Салеон
Салео́н (фр. Saléon, окс. Saleon) — коммуна во Франции, находится в регионе Прованс — Альпы — Лазурный Берег. Департамент коммуны — Верхние Альпы. Входит в состав кантона Орпьер. Округ коммуны — Гап.
Код INSEE коммуны — 05159.

## Население
Население коммуны на 2008 год составляло 81 человек.
| 1962 | 1968 | 1975 | 1982 | 1990 | 1999 | 2008 |
| ---- | ---- | ---- | ---- | ---- | ---- | ---- |
| 27   | 46   | 43   | 51   | 47   | 69   | 81   |

## Экономика
Основу экономики составляет сельское хозяйство. Компания Hélices Halter является мировым лидером в области производства воздушных винтов для беспилотных летательных аппаратов.
В 2007 году среди 43 человек в трудоспособном возрасте (15—64 лет) 27 были экономически активными, 16 — неактивными (показатель активности — 62,8 %, в 1999 году было 64,9 %). Из 27 активных работали 24 человека (13 мужчин и 11 женщин), безработных было 3 (1 мужчина и 2 женщины). Среди 16 неактивных 3 человека были учениками или студентами, 7 — пенсионерами, 6 были неактивными по другим причинам.

## Достопримечательности
- Руины замка XIV века
- Часовня Сен-Кристоф
- Акведук XIX века